# قراضه آبی
قراضه آبی (انگلیسی: Blue Ruin) یک فیلم درام و مهیج است که در سال ۲۰۱۳ منتشر شد. از بازیگران آن می‌توان به دوین راتری، ایو پلامب و میکن بلیر اشاره کرد.